# Thomas le dissident
Pour plus de détails, voir Fiche technique et Distribution.
Thomas le dissident (Lieber Thomas) est un film dramatique et biographique allemand réalisé par Andreas Kleinert (de) et sorti en 2021.

## Synopsis
La vie du poète Thomas Brasch est présentée en sept segments. Chaque segment est intitulée par des lignes d'un poème de Brasch.
Lorsque les chars soviétiques traversent Prague en 1968, Thomas et d'autres étudiants manifestent dans les rues de Berlin-Est. Son père Horst le dénonce à la Stasi, qui le met en prison. Libéré sur parole, il écrit sur l'amour, la révolution et la mort. Sans espoir d'être entendus en RDA, Thomas et sa petite amie quittent le pays en 1976. A l'Ouest, Brasch est plébiscité et ses livres deviennent des succès de librairie.

## Fiche technique
- Titre français : Thomas le dissident[1]
- Titre original allemand : Lieber Thomas[2] (litt. « Cher Thomas »)
- Réalisation : Andreas Kleinert (de)
- Scénario : Thomas Wendrich (de)
- Photographie : Johann Feindt (de)
- Montage : Gisela Zick (de)
- Musique : Daniel Kaiser (de)
- Décors : Myrna Drews
- Costumes : Anne-Gret Oehme
- Société de production : Zeitsprung Pictures GmbH (Cologne) ; Norddeutscher Rundfunk (Hambourg) ; Bayerischer Rundfunk (Munich) ; Westdeutscher Rundfunk (Cologne)
- Format : Noir et blanc - 2,35:1
- Pays de production :  Allemagne
- Langue originale : allemand
- Durée : 157 minutes
- Genre : drame biographique
- Date de sortie :
  - Allemagne : 2 juillet 2021 (Festival du film de Munich) ; 11 novembre 2021 (sortie nationale)
  - France : 13 février 2023 (internet)

## Distribution
- Albrecht Schuch : Thomas Brasch
- Peter Kremer : Thomas Brasch (56 ans)
- Anja Schneider (de) : Gerda Brasch
- Jella Haase : Katharina Thalbach
- Ioana Iacob : Sanda Weigl (de)
- Jörg Schüttauf : Horst Brasch (de) / Erich Honecker
- Joel Basman : Klaus Brasch (de)
- Paula Hans (de) : Bettina Wegner
- Emma Bading (de) : Silvia
- Zoë Valks (de) : Jean (de)